# Vladimir Barnachov
Vladimir Mikhaïlovitsch Barnachov, né le 16 février 1951 à Ryazany (oblast d'Omsk), est un biathlète soviétique, champion olympique du relais en 1980.

## Biographie
Sa première saison internationale intervient en 1977-1978, où il monte sur son premier podium en Coupe du monde à Antholz et plus tard gagne le sprint de Sodankylä. Cet hiver, il est quatrième du sprint des Championnats du monde. En 1979, avec une deuxième victoire à son actif, il se place troisième de la Coupe du monde derrière Klaus Siebert et Frank Ullrich et prend aussi la médaille de bronze du relais aux Mondiaux de Ruhpoding.
Aux Jeux olympiques d'hiver de 1980, il atteint le graal en remportant le titre olympique du relais en compagnie de Vladimir Alikin, Alexandre Tikhonov et Anatoly Alyabyev, tout en arrivant septième de l'individuel.
En 1982, après une médaille de bronze en relais aux Championnats du monde, il n'apparaît plus au niveau international.
Après sa carrière sportive, il devient entraîneur et s'occupe de l'équipe soviétique, puis celle de la Croatie puis de la Russie.

## Palmarès

### Jeux olympiques d'hiver
| Épreuve / Édition   | Individuel | Sprint | Relais |
| ------------------- | ---------- | ------ | ------ |
| JO 1980 Lake Placid | 7e         | -      | Or     |

### Championnats du monde
- Championnats du monde 1979 à Ruhpolding :
  -  Médaille de bronze en relais.
- Championnats du monde 1981 à Lahti :
  -  Médaille de bronze en relais.
- Championnats du monde 1982 à Minsk :
  -  Médaille de bronze en relais.

### Coupe du monde
- Meilleur classement général : 3e en 1979.
- 6 podiums individuels : 2 victoires, 2 deuxièmes places et 2 troisièmes places.

#### Liste des victoires
2 victoires (1 en sprint et 1 à l'individuel)
| Saison             | Date            | Lieu               | Discipline       |
| ------------------ | --------------- | ------------------ | ---------------- |
| 1977–78 1 victoire | 2 avril 1978    | Sodankylä          | 10 km sprint     |
| 1978–79 1 victoire | 23 janvier 1979 | Antholz-Anterselva | 20 km individuel |

### National
- Titré sur le sprint en 1982.